# Zouafques
Zouafques – miejscowość i gmina we Francji, w regionie Hauts-de-France, w departamencie Pas-de-Calais.
Według danych na rok 1990 gminę zamieszkiwały 363 osoby, a gęstość zaludnienia wynosiła 92 osób/km² (wśród 1549 gmin regionu Nord-Pas-de-Calais Zouafques plasuje się na 878. miejscu pod względem liczby ludności, natomiast pod względem powierzchni na miejscu 767.).